# Association of Mineworkers and Construction Union
Die Association of Mineworkers and Construction Union (AMCU) (deutsch: „Vereinigung der Bergarbeiter- und Bauarbeitergewerkschaft“) ist eine südafrikanische Bergarbeitergewerkschaft. Sie wurde 1998 in der Provinz Mpumalanga gegründet und ist seit 2001 als offizielle Gewerkschaft anerkannt. Ihr Vorsitzender ist Joseph Mathunjwa, sie zählt circa 50.000 Mitglieder und erhält monatlich etwa 700.000 Rand an Mitgliedsbeiträgen.

## Geschichte
Die AMCU hat sich 1998 als unabhängige Vereinigung von der National Union of Mineworkers abgespalten. Während der ersten Gründungsjahre waren es mehrheitlich Bergarbeiter aus den Kohlerevieren des Highvelds und aus Mpumalanga, die von der NUM zur AMCU überliefen. Der Hauptsitz befindet sich in Witbank (Mpumalanga). Sie gilt als die radikalere der beiden Gewerkschaften und bezeichnet sich selbst als „nicht politisch und nicht-kommunistisch“. Die AMCU ist kein Mitglied des COSATU, dem Dachverband südafrikanischer Gewerkschaften, der eine sogenannte Dreiparteien-Allianz mit dem African National Congress und der South African Communist Party unterhält.
2019 einigte sich die AMCU mit der Anglo American Platinum (Amplat), der Impala Platinum und Sibanye-Stillwater auf eine Lohnerhöhung über einen Zeitraum von drei Jahren. Im Mai 2022 stimmte die AMCU einem Fünfjahresplan der Anglo American Platinum zu. Der Plan sicherte den Arbeitern eine Lohnerhöhung von R100 im ersten Jahr, die bis auf R1.500 im fünften Jahr steigen soll zu.
Nach einem Sitzprotest wurde AMCU 2023 Entführung vorgeworfen. So sollen einige der Arbeiter gezwungen worden sein bei dem Protest mit zu machen. Die AMCU bestritt dies und sagte das alle Arbeiter freiwillig teilgenommen hätten.

### Bergarbeiterstreik 2012
Ein Wettbewerb zwischen den rivalisierenden Gewerkschaften NUM und AMCU um Tarifvergütungen führte ab Anfang 2012 zu einem erbitterten und blutigen Arbeitskampf, insbesondere in den Bergwerken des sogenannten Bushveld-Komplexes um Rustenburg. Bei Auseinandersetzungen zwischen den Arbeitern und der Polizei im August 2012 wurden dabei 34 Arbeiter erschossen.
Am 22. August 2012 griff der Streik von der Region um Rustenburg auf andere Reviere über. Erstmals wurden auch Arbeiter eines südafrikanischen Bergwerksunternehmens (Bergwerk Rasimone, Royal Bafokeng Platinum) durch Anhänger der AMCU daran gehindert, ihre Arbeit anzutreten, während bisher nur ausländische Unternehmen wie Impala Platinum und Lonmin betroffen waren. Die mitgliederstärkere NUM weigert sich, an den Streiks teilzunehmen und beruft sich auf die jüngst abgeschlossenen Tarifverträge.

### Bergarbeiterstreik 2014
Im Jahr 2014 streikten die Mitglieder der AMCU von Januar bis Ende Juni. Der Streik endete am 23. Juni 2014 mit einer zwanzigprozentigen Lohnerhöhung.

### Bergarbeiterstreik 2022
Arbeiter der AMCU legten im März 2022 die Arbeit in den Goldminen der Firma Sibanye Stillwater nieder. Sie forderten eine Lohnerhöhung von R1.000 pro Monat. Sibanye bot eine Erhöhung von R800 an, diese wurde jedoch abgelehnt, da die Arbeiter dadurch weiterhin von den meisten Hauskrediten ausgeschlossen würden. Die Gewerkschaft hielt dagegen, dass der CEO von Sibanye im Jahr zuvor eine Vergütung von R300 Millionen erhielt, eine Lohnerhöhung von R1.000 für 30.000 Arbeiter aber nur R30 Millionen kosten würde. Ein weiteres Angebot von Sibanye lehnte die AMCU im September 2022 ab. Der Streik endete Ende im Oktober 2022.